# Anneli Jäätteenmäki
Anneli Tuulikki Jäätteenmäki (Lapua, 11 febbraio 1955) è una politica finlandese, già Primo ministro della Finlandia dal 17 aprile 2003 al 24 giugno 2003.
È stata la prima donna a ricoprire quella carica.